# Desde dentro
Inside Man (Desde dentro, en Hispanoamérica y España) es una serie de televisión británica de drama y suspenso, creada por Steven Moffat. Consta de cuatro episodios; se estrenó el 26 de septiembre de 2022 en BBC One, y en Netflix el 31 de octubre de 2022.

## Reparto
- David Tennant como Harry Watling, un vicario inglés que se enfrenta a una situación difícil.
- Stanley Tucci como Jefferson Grieff, un profesor de criminología, preso en Arizona y condenado a pena de muerte por haber asesinado a su esposa.
- Dolly Wells como Janice Fife, tutora de matemáticas de Ben Watling.
- Lydia West como Beth Davenport, una periodista del crimen.
- Dylan Baker como Casey, director de la prisión.
- Atkins Estimond como Dillon Kempton, compañero de prisión de Jefferson Grieff que tiene memoria fotográfica y actúa como su asistente.
- Lyndsey Marshal como Mary Watling, la esposa del vicario y madre de Ben.
- Louis Oliver como Ben Watling, hijo adolescente del vicario y de Mary.
- Kate Dickie como Morag, contacto entre Jefferson Grieff y Beth Davenport.
- Eke Chukwu como Keith, guardia de la prisión.
- Boo Golding, una de las policías que visitan al vicario.
- Franc Ashman, una de las policías que visitan al vicario.

## Episodios
Tal y como está previamente explicado, Inside man presenta por el momento una sola temporada con cuatro capítulos sin título determinado (únicamente identificados como Episodio 1, Episodio 2, Episodio 3 y Episodio 4). Todos ellos tienen una duración de aproximadamente una hora, por lo que la serie acumula cuatro horas de trama en total. Todos los episodios están íntegramente escritos por Steven Moffat y dirigidos por Paul McGuigan. 

### Episodio 1
Beth Davenport, una periodista especializada en narrar crímenes, es acosada en el metro por un hombre. Para su sorpresa, una mujer la defiende haciendo ver que está grabando en directo la situación. De este modo, el chico deja de asediarla y es detenido en la siguiente parada. La periodista está agradecida a Janice Fife, la desconocida que le ha ayudado desinteresadamente, y le pide hacerle una entrevista para contar al mundo la experiencia que ambas han vivido. Se intercambian los números de teléfono para mantenerse en contacto y por si Janice finalmente acepta ser entrevistada. 
Paralelamente, el recluso Jefferson Grieff acude a una visita en prisión. Grieff está sentenciado a muerte por un crimen y mientras espera la fecha de su ejecución ayuda a resolver casos difíciles sin resolver (antes de ser detenido, era profesor de Criminología en la universidad). Posteriormente recibe la visita de la periodista Beth Davenport, que está interesada en el detective criminal.
Janice es recogida por el reverendo Harry Watling, dado que ella es la profesora particular de matemáticas de su hijo. Antes de ir a buscarla, Edgar, un feligrés atormentado por sus inclinaciones pedófilas, entrega al reverendo un USB con pornografía infantil para que su madre no lo pueda encontrar. Cuando Janice y Harry llegan a casa, se dan cuenta de que internet está caído y Janice coge dicho USB para descargar unos ejercicios de matemáticas a Ben, quien se va a un festival de música. Entonces ve el contenido del dispositivo y se alarma, hasta el punto de querer ir a la policía a denunciarlo de manera inmediata. Janice no se cree que el USB no sea de Ben, y las ganas de proteger a su hijo terminan haciendo que el reverendo Watling encierre a la profesora de matemáticas en el sótano, aunque antes ella consiga enviar una foto borrosa a la periodista.

### Episodio 2
Beth Davenport vuelve a visitar al preso Jefferson Grieff, preocupada por la extraña fotografía de Janice y temiendo que esté en peligro, mientras la profesora de matemáticas sigue secuestrada en el sótano del reverendo Watling. El preso sólo deja a la periodista seguir su día a día con los casos y ayudarle desde fuera a cambio de no trabajar con el de Janice Fife, y Beth termina accediendo al trato. Mientras tanto, el reverendo y su mujer no tienen claro qué tienen que hacer con Janice. Watling se dirige a hablar con Edgar para conseguir una confesión y poder probar a Janice que el porno infantil no era de Ben sino del feligrés, pero no lo logra, así que se lo lleva a la iglesia, tratando de convencer a Edgar de que está en un lugar seguro frente a Dios y que sólo puede ser perdonado si cuenta sus pecados en voz alta, pero Edgar no es capaz de hacerlo. El reverendo decide entonces hacerse responsable de los vídeos del USB y obliga a Edgar a esconderlos en algún lugar de su ordenador, incriminándose a él mismo. Al llevarlo a casa, Edgar no entiende por qué razón el reverendo le está ayudando y decide suicidarse. Su madre se lo encuentra al final del capítulo ahorcado en la habitación, junto con una nota donde hay escrito: "No crean que el reverendo es un pedófilo. Está protegiendo a alguien".
En ausencia de reverendo, su hijo encuentra el bolso de Janice en casa y se sorprende, por lo que la llama para avisarle de ello y pedirle que le mande unos ejercicios de matemáticas. Antes de esto, Ben ve como su madre cierra el sótano con llave y esto le llama la atención.
Por otro lado, el recluso Jefferson Grieff tiene un nuevo caso que resolver, y para ello se sirve de la ayuda de la periodista, con quien mantiene el contacto a través de un teléfono de la propia prisión. Se trata de un gran enigma porque un hombre desapareció unos años antes en un evento y no dejó ningún tipo de rastro. Beth ayuda a Jefferson a comprobar datos sobre la estación a la cual se habría dirigido el desaparecido y validar una teoría. Esta teoría sugiere que el hombre se habría ido a casa cogiendo el primer tren de la estación, y la periodista se dirige hacia allí, siguiendo las indicaciones del detective desde fuera de la cárcel. Es recibida por la esposa del desaparecido, a quien entrega un sobre por órdenes de Jefferson. Cuando la mujer lo abre, se levanta de la silla en la que se encontraba y se va. Jefferson concluye entonces lo que ya sospechaba: que la esposa es la asesina de su marido. Después, informa a Beth que sí que está trabajando en el caso de Janice.

### Episodio 3
El recluso Jefferson Grieff mantiene una visita con el director de la cárcel, que le avisa de que su fecha de ejecución se hará realidad en tres semanas. En casa del reverendo, su mujer no entiende por qué su marido se ha inculpado de algo que no ha hecho, pero la discusión se interrumpe cuando Watling es informado por la policía del suicidio de Edgar y de una nota que ha dejado que lo menciona, motivo por el cual será entrevistado más tarde.
Simultáneamente, Beth Davenport viaja hasta Inglaterra porque Jefferson se lo pide y es recogida por una agente de policía que más tarde resulta ser una criminal muy peligrosa. Esta mujer la ayuda con el caso de Janice, quien sigue recluida en el sótano del reverendo. Ben llega a casa y se da cuenta de que el bolso de Janice sigue ahí, aun cuando su padre le ha confirmado de que ha venido a buscarlo. A las 14:00h llega la policía para hablar con el reverendo, que justo antes inicia una llamada secreta para que su esposa Mary y Janice puedan oír desde el sótano lo que diga la policía sobre la nota de suicidio de Edgar. Cuando Mary baja al sótano, Janice sigue intentando engañarla para ponerla en contra de su marido y generar una crisis entre los dos. En el salón de arriba, la policía interroga al reverendo, y este se defiende tranquilamente contándoles a las dos agentes que han venido las tendencias pedófilas de Edgar, pero ellas no se ven convencidas por su relato, y todavía menos teniendo en cuenta lo que dice la nota. Cuando la policía se marcha, Mary cancela desde su ordenador una llamada de Skype que Janice tiene programada con su hermana para no levantar sospechas de su desaparición. Junto con su marido, concluye que la única manera de terminar con todo es matándola, por lo que el reverendo coge una estufa rota que puede matar por intoxicación en un espacio cerrado y la enciende en el sótano bajo el pretexto de calentar a Janice. Después, cierra la puerta con llave y añade cinta adhesiva a los márgenes para que no haya entradas de oxígeno, pero lo que no sabe es que su hijo ha entrado en el sótano.

### Episodio 4
Jefferson es visitado en prisión por el padre de Rachel (la mujer que Jefferson mató) para ser informado de dónde está la cabeza de ella, pero el preso sólo acepta confesárselo si consigue que le retiren la pena de muerte. Le cuenta donde está, pero el padre de su difunta mujer ya está muy enfadado, tanto que le pega de manera continuada y violenta. El director aprovecha esta agresión para chantajear al visitante y obligarle a comprobar el lugar en el cual se supone que se encuentra la cabeza de su hija si no quiere que mande las imágenes de la agresión al FBI. Por otro lado, si Jefferson está mintiendo sobre este lugar, el director se encargará de que se lleve a cabo la ejecución.
Mary está desesperada porque se da cuenta de que el mensaje que ha enviado a la hermana de Janice es imposible que fuese enviado por la profesora, dado que teóricamente está enferma reposando, su móvil se ha roto y su ordenador está en casa del reverendo. Se ve entonces en la obligación de colarse en el piso de Janice para dejar el ordenador y dar sentido al falso email, pero justo cuando entra se encuentra con la periodista. Mientras tanto, Ben y Janice están empezando a sentirse fatigados y con dolor de cabeza por la calefacción, y Ben está muy nervioso después de escuchar el testigo de Janice y ver que sus padres la han secuestrado de verdad. Ben no puede concebir que Mary y el reverendo sean unos criminales, y llama a su padre. Después de comprobar que el reverendo la miente sobre Janice, decide llamar a su madre, quien le pide que salga de inmediato del sótano (pues se va a morir intoxicado). Desafortunadamente, su hijo no puede oírla porque la batería de su móvil se acaba, y se pone muy tenso.
En casa de Janice, Mary trata de marcharse como puede, pero los nervios se apoderan de ella y presa del pánico termina siendo atropellada por un camión que la mata. Al mismo tiempo, Ben ya no aguanta más y mata a Janice de un martillazo. Justo después, su padre baja al sótano para comprobar el estado de Janice y descubre el asesinato protagonizado por su hijo. Decide asumir la culpa y llama a la policía para informar de ello, pero entonces Janice vuelve a respirar. El reverendo ve que ahora ya no puede dejarla vivir, y justo cuando se dispone a matarla de un golpe es descubierto por la periodista, que ha llegado hasta allí. Entonces, Watling enfurece y amenaza a Beth justo en el momento en que llegan tres hombres al sótano. Estos tres hombres han acudido allí porque Jefferson les ha comunicado que en ese lugar se encuentra la cabeza de su mujer. De este modo, Jefferson salva la vida de Janice y de Beth, pero no la suya, puesto que ha mentido sobre el paradero de la cabeza de su mujer. El reverendo termina en prisión.

## Locaciones
Los lugares de rodaje incluyeron la iglesia anglicana de San Andrés en Farnham, la estación de trenes de Godalming, Broad Street en Wokingham y Welcome Break Fleet Services en Fleet.